# Ving Rhames
Irving Rameses "Ving" Rhames (Nova York, 12 de maig de 1959) és un actor estatunidenc de cinema i televisió. És Marssellus Wallace a Pulp Fiction. El 1998 va guanyar el Globus d'Or al millor actor en minisèrie o telefilm per Don King: Only in America.

## Biografia
Rhames va néixer a Nova York, fill de Reather, mestressa de casa, i Ernest Rhames, un mecànic d'automòbils. Irving Rhames va créixer a Harlem.
Va entrar a l'Escola de Nova York de les Arts Escèniques, on va descobrir el seu gust per l'actuació. Després de l'escola secundària, va estudiar teatre en la SUNY Purchase. El seu company estudiant d'actuació Stanley Tucci li va posar el seu sobrenom de "Ving". Rhames després es traslladat a Juilliard, on va començar la seva carrera en el teatre de Nova York.
El 1998, durant la cerimònia dels Globus d'Or en la qual va resultar vencedor enfront del seu gran ídol, Jack Lemmon, va decidir lliurar-li el seu premi com a reconeixement a la seva gran carrera. Tot seguit, tots els assistents a la gala es van posar dempeus per aplaudir aquest gest.

## Filmografia
Les seves pel·lícules més destacades són
| Any       | Títol                                                                | Paper                         | Notes |
| --------- | -------------------------------------------------------------------- | ----------------------------- | --- |
| 1984      | Go Tell It on the Mountain                                           | Gabriel jove                  | |
| 1985      | Miami Vice                                                           | Georges                       | Episodi: "The Maze" |
| 1985      | American Playhouse                                                   | Hector Lincoln                | Episodi: "Abrams for the Defense"                                                                                               |
| 1986      | Native Son                                                           | Jack                          | |
| 1987      | Miami Vice                                                           | Walker Monroe                 | Episodi: "Child's Play" |
| 1987      | Tour of Duty                                                         | SP4 Tucker                    | Episodi: "Burn Baby, Burn" |
| 1988      | Spenser: For Hire                                                    | Henry Brown                   | Episodi: "McAllister" |
| 1988      | Patty Hearst                                                         | Cinque                        | |
| 1989      | Men                                                                  | Charlie Hazard                | 6 episodis |
| 1989      | Cors de ferro (Casualties of War)                                    | Tinent Reilly                 | |
| 1989      | L'equalitzador (The Equalizer)                                       | Luther Paxton                 | Episodi: "Suicide Squad" |
| 1990      | The Long Walk Home                                                   | Herbert Cotter                | |
| 1990      | L'escala de Jacob (Jacob's Ladder)                                   | George                        | |
| 1991      | El vol de l'Intruder (Flight of the Intruder)                        | CPO Frank McRae               | |
| 1991      | Homicidi (Homicide)                                                  | Robert Randolph               | |
| 1991      | The People Under the Stairs                                          | Leroy                         | |
| 1992      | Stop! Or My Mom Will Shoot                                           | Mr. Stereo                    | |
| 1993      | Blood in Blood Out                                                   | Ivan                          | |
| 1993      | Dave, president per un dia (Dave)                                    | Duane Stevenson               | |
| 1993      | Àngels sense cel (The Saint of Fort Washington)                      | Little Leroy                  | |
| 1994      | Pulp Fiction                                                         | Marsellus Wallace             | |
| 1994      | Drop Squad                                                           | Garvey                        | |
| 1994–1996 | ER                                                                   | Walter Robbins                | 8 episodis |
| 1995      | Ed McBain's 87th Precinct: Lightning                                 | Detective Artie Brown         | Telefilm |
| 1995      | New York Undercover                                                  | Max Villareal                 | Episodi: "Olde Thyme Religion"                                                                                                  |
| 1995      | Kiss of Death                                                        | Omar                          | |
| 1995      | Deadly Whispers                                                      | Detectiu Jackson              | Telefilm |
| 1996      | Missió: Impossible (Mission: Impossible)                             | Luther Stickell               | |
| 1996      | Striptease                                                           | Shad                          | |
| 1997      | Terra d'odis (Dangerous Ground)                                      | Muki                          | |
| 1997      | Rosewood                                                             | Mann                          | |
| 1997      | Con Air                                                              | Nathan "Diamond Dog" Jones    | |
| 1997      | Don King: Only in America                                            | Don King                      | Telefilm Globus d'Or al millor actor en minisèrie o telefilm Nominació − Primetime Emmy al millor actor en minisèrie o telefilm |
| 1998      | Body Count                                                           | Pike                          | |
| 1998      | Un embolic molt perillós (Out of Sight)                              | Buddy Bragg                   | |
| 1999      | Entrapment                                                           | Aaron Thibadeaux              | |
| 1999      | Bringing Out the Dead                                                | Marcus                        | |
| 2000      | Missió: Impossible II (Mission: Impossible II)                       | Luther Stickell               | |
| 2000      | American Tragedy                                                     | Johnnie Cochran               | Telefilm |
| 2000      | Holiday Heart                                                        | Holiday Heart                 | Telefilm |
| 2001      | Baby Boy                                                             | Melvin                        | |
| 2001      | Final Fantasy: La força interior (Final Fantasy: The Spirits Within) | Ryan Whittaker                | |
| 2001      | UC: Undercover                                                       | Quito Real                    | 3 episodis |
| 2002      | Sins of the Father                                                   | Garrick Jones                 | Telefilm |
| 2002      | Little John                                                          | John Morgan                   | Telefilm |
| 2002      | Invicte (Undisputed)                                                 | George "Iceman" Chambers      | |
| 2002      | Lilo & Stitch                                                        | Cobra Bubbles                 | Veu |
| 2002      | RFK                                                                  | Judge Jones                   | Telefilm |
| 2002      | Dark Blue                                                            | Arthur Holland                | |
| 2002      | The Proud Family                                                     | Garrett Krebs                 | Episodi: "A Hero for Halloween"                                                                                                 |
| 2002-2003 | The District                                                         | Attorney General Troy Hatcher | 5 episodis |
| 2003      | El color de la venjança (Sin)                                        | Eddie Burns                   | |
| 2003      | Stitch! The Movie                                                    | Cobra Bubbles                 | Veu |
| 2003      | Lilo & Stitch: The Series                                            | Cobra Bubbles                 | Veu |
| 2003      | The Adventures of Jimmy Neutron: Boy Genius                          | Chief                         | Episodi: "Operation: Rescue Jet Fusion"                                                                                         |
| 2003      | Mission: Impossible – Operation Surma                                | Luther Stickel                | Videojoc (veu) |
| 2004      | El despertar dels zombis (Dawn of the Dead)                          | Sergent Kenneth Hall          | |
| 2004      | DRIV3R                                                               | Tobias Jones                  | Videojoc (veu) |
| 2005      | Back in the Day                                                      | J-Bone                        | |
| 2005      | Kojak                                                                | Theo Kojak                    | 9 episodis |
| 2005      | Shooting Gallery                                                     | Cue Ball Carl Bridgers        | |
| 2006      | Missió: Impossible III (Mission: Impossible III)                     | Luther Stickell               | |
| 2006      | Idlewild                                                             | Spats                         | |
| 2007      | I Now Pronounce You Chuck and Larry                                  | Fred G. Duncan                | |
| 2008      | A Broken Life                                                        | Vet                           | |
| 2008      | Day of the Dead                                                      | Capt. Rhodes                  | |
| 2009      | Echelon Conspiracy                                                   | Agent Dave Grant              | |
| 2009      | The Tournament                                                       | Joshua Harlow                 | |
| 2009      | The Goods: Live Hard, Sell Hard                                      | Jibby Newsome                 | |
| 2009      | Surrogates                                                           | The Prophet                   | |
| 2009      | Give 'Em Hell, Malone                                                | Boulder                       | |
| 2010      | Operation: Endgame                                                   | Judgement                     | |
| 2010      | Master Harold...and the Boys                                         | Sam                           | |
| 2010      | Gravity                                                              | Dogg McFee                    | 10 episodis |
| 2010      | Piranha 3D                                                           | Diputat Fallon                | |
| 2011      | Death Race 2                                                         | R.H. Weyland                  | |
| 2011      | Soldiers of Fortune                                                  | Grimaud                       | |
| 2011      | Mission: Impossible – Ghost Protocol                                 | Luther Stickell               | Cameo |
| 2012      | Piranha 3DD                                                          | Diputat Fallon                | |
| 2012      | Won't Back Down                                                      | Principal Thompson            | |
| 2013      | Monday Mornings                                                      | Dr. Jorge Villanueva          | 10 episodis |
| 2014      | Jamesy Boy                                                           | Conrad                        | |
| 2015      | Mission: Impossible – Rogue Nation                                   | Luther Stickell               | |
| 2015      | Operator                                                             | Richard                       | |
| 2016      | A Sunday Horse                                                       | Mr. Valentine                 | |
| 2017      | Guardians of the Galaxy Vol. 2                                       | Charlie-27                    | |
| 2017      | The Star                                                             | Thaddeus (veu)                | |
| 2017      | Father Figures                                                       | Rod Hamilton                  | |
| 2018      | Con Man                                                              | "Peanut"                      | |
| 2018      | Missió: Impossible – Fallout (Mission: Impossible – Fallout)         | Luther Stickell               | |
| 2022      | Wendell & Wild                                                       | Buffalo Belzer (veu)          | [ 5 ] |
| 2023      | The Locksmith                                                        | Frank                         | |
| 2023      | Mission: Impossible – Dead Reckoning Part One                        | Luther Stickell               | |
| 2024      | Garfield                                                             | (veu)                         | En producció |
| 2024      | Mission: Impossible – Dead Reckoning Part Two                        | Luther Stickell               | En filmació |
| 2024      | The Instigators                                                      |                               | En filmació |